# Kalven (Tärna socken, Lappland, 725893-154230)
Kalven är en sjö i Sorsele kommun och Storumans kommun i Lappland och ingår i Umeälvens huvudavrinningsområde. Sjön har en area på 0,31 kvadratkilometer och ligger 534,2 meter över havet. Sjön avvattnas av vattendraget Krokbäcken.

## Delavrinningsområde
Kalven ingår i det delavrinningsområde (725946-154266) som SMHI kallar för Inloppet i Flakaträsket. Medelhöjden är 560 meter över havet och ytan är 3,72 kvadratkilometer. Det finns ett avrinningsområde uppströms, och räknas det in blir den ackumulerade arean 15,98 kvadratkilometer. Krokbäcken som avvattnar avrinningsområdet har biflödesordning 3, vilket innebär att vattnet flödar genom totalt 3 vattendrag innan det når havet efter 325 kilometer. Avrinningsområdet består mestadels av skog (71 procent) och sankmarker (13 procent). Avrinningsområdet har 0,31 kvadratkilometer vattenytor vilket ger det en sjöprocent på 8,3 procent.